# Джо Арройо
Альваро Хосе Арройо Гонсалес (также известен как Джо Арройо или Эль Джо; 1 ноября 1955, Картахена — 26 июля 2011, Барранкилья) — колумбийский певец, композитор и автор песен. Считается одним из лучших исполнителей карибской музыки в Колумбии.

## Биография

### Детство и юность
Джо Арройо родился и вырос в районе Нариньо в Картахене. Певческая карьера Арройо началась очень рано, когда в возрасте восьми лет он пел в публичных домах в Теске, квартале красных фонарей в своём родном городе. В юности он пел с такими группами, как «Los Caporales del Magdalena», «Manuel Villanueva y su Orquesta», «La Protesta» и «Super Combo Los Diamantes», в 1971 году он начал сотрудничество с «La Promiscua».

### Карьера
В 1971 году у Арройо появилась возможность стать всемирно известным исполнителем. Его заметил Хулио Эрнесто Эстрада, бас-гитарист и директор группы Fruko y sus Tesos, и он подписал контракт с колумбийским лейблом Discos Fuentes. Вместе с Fruko Эль Джо записал такие хиты, как «Tania» и «Manyoma».
Он выступал с группой десять лет, а в 1981 году начал сольную карьеру, основав свою группу под названием «La Verdad» («Правда»).
В творчестве Джо Арройо сочетаются такие стили, как сальса, кумбия, порро, сока, компас (или конпа), зук и другая музыка африканской диаспоры. Некоторые из его самых известных песен — «Rebelión», «La noche», «Tania», «El ausente» и «En Barranquilla me quedo».

### Проблемы со здоровьем
Арройо был вынужден отменить несколько выступлений из-за проблем со здоровьем. Неоднократно считали, что он умер, поскольку он пропадал из вида для средств массовой информации. Джо Арройо перенес операцию на глаза. Также певец страдал от проблем с щитовидной железой, хотя многие приписывали это злоупотреблению наркотиками, что певец отрицал в интервью журналу Rolling Stone в Аргентине в январе 2004 года.

### Смерть
Арройо умер в Барранкилье 26 июля 2011 года, проведя почти месяц в больнице из-за полиорганной недостаточности. Во время пребывания в больнице его здоровье ухудшилось. За день до его смерти врачи объявили, что у певца функциональная недостаточность органов, включая почечную и сердечную недостаточность. Джо Арройо скончался в 7:45 по местному времени.

## Награды
В 2011 году был удостоен Латинской Грэмми за музыкальные достижения всей жизни (посмертно).

## Наследие
С июня по декабрь 2011 года на канале RCN транслировался сериал под названием «El Joe, la leyenda» («Эль Джо, легенда»), основанный на жизни певца. 9 ноября 2011 года певица Шакира была удостоена звания «Человек года» Латинской академии звукозаписи и исполнила кавер на песню Арройо «En Barranquilla Me Quedo» в Mandalay Bay Events Center, отдав тем самым дань уважения певцу. В 2013 году в Картахене была открыта трёхметровая бронзово-медная статуя Арройо.

## Дискография
- Arroyando (1981)
- Con Gusto y Gana (1981)
- El Campeón (1982)
- Actuando (1983)
- Hasta Amanecé (1984)
- Me le Fugué a la Candela (1985)
- Musa Original (1986)
- Echao Pa' Lante (1987)
- Fuego En Mi Mente (1988)
- En Acción (1989)
- La Guerra de los Callados (1990)
- Toque de Clase (1991)
- Fuego (1993)
- Sus Razones Tendrá (1994)
- Mi Libertad (1995)
- Reinando en Vida (1996)
- Deja Que Te Cante (1997)
- Cruzando el Milenio (1998)
- En Sol Mayor (1999)
- Marcando Terreno (2001)
- Se Armo la Moña en Carnaval (2005)
- El Súper Joe (2007)